# 鴨子舖戰鬥
鴨子舖戰鬥發生於1933年3月5日，地點則是在中國江西安远县。是第一次国共内战中的戰鬥之一，交戰一方為中華民國國民革命軍，另一方則為中國共產黨所領導之中國工農紅軍。戰鬥末了，紅軍撤守鴨子舖。